# Erannis grisea
Erannis grisea är en fjärilsart som beskrevs av Barend J. Lempke 1970. Erannis grisea ingår i släktet Erannis och familjen mätare. Inga underarter finns listade i Catalogue of Life.